# كاتسومي تيزوكا
كاتسومي تيزوكا (باليابانية: 手塚勝巳؛ بالكانا: てづか かつみ) هو لاعب كرة قاعدة وممثل ياباني، (ولد في طوكيو في اليابان 1912 – 1967 م).

## أعمال

### أفلام
- (1954) غودزيلا[4][5]

## وصلات خارجية
- كاتسومي تيزوكا على موقع الدوري الياباني لكرة القاعدة (الإنجليزية)

- كاتسومي تيزوكا على موقع IMDb (الإنجليزية)
- كاتسومي تيزوكا على موقع قاعدة بيانات الفيلم (الإنجليزية)